# Daptonema arcospiculum
Daptonema arcospiculum is een rondwormensoort uit de familie van de Xyalidae.